# Korttidsvistelse
Korttidsvistelse är ett hem för personer inom LSS-verksamheten i behov av avlastning från det egna hemmet ett par gånger i veckan/månaden. Beslut för hur mycket avlastning de är i behov av görs hos LSS-handläggaren. Olika former av korttidsvistelse kan vara en placering hos en familj, korttidshem eller i form av kollo eller läger.